# CTM Festival
Le CTM Festival (anciennement, avant 2011 club transmediale) est un festival de musique expérimentale et électronique ainsi que d'autres formes d'art à Berlin en Allemagne. Il se présente sous le sous-titre « Adventurous Music and Art ». Jusqu'en 2024, chaque édition était placée sous un thème particulier. Avant la pandémie de COVID-19, il accueillait chaque année plus de 20 000 visiteurs pour la plupart pendant dix jours, avec 200 événements et 350 participants.

## L'Histoire
Fondé en 1999 pour accompagner la transmediale, un festival d'art et de culture numérique. Depuis, CTM est devenu un festival indépendant, mais il est toujours organisé en coopération avec la transmediale. Les deux festivals partagent ainsi encore aujourd'hui les artistes et les idées. Chaque année, il présente les tendances actuelles de la musique électronique et expérimentale ainsi que des projets artistiques issus de l'environnement de la culture musicale contemporaine.
CTM a été fondé par Lillevän Pobjoy, Timm Ringewaldt, Jan Rohlf, Remco Schuurbiers et Marc Weiser, ce dernier étant aujourd'hui responsable de la programmation à l'église de Galilée à Berlin-Friedrichshain. De 2000 à 2005, l'équipe d'organisation était composée d'Oliver Baurhenn, Jan Rohlf, Remco Schuurbiers et Marc Weiser, ce dernier s'étant retiré de la programmation après 2005. Depuis 2018, le festival est organisé par l'association DISK - Initiative Bild und Ton e.V.  Jan Rohlf est le seul directeur du festival depuis 2025.
CTM a entretenu un certain nombre de partenariats avec des festivals internationaux, dont le TodaysArt Festival (La Haye), Mutek (Montréal), Les Siestes électroniques (Toulouse), Unsound (Cracovie), Dis-Patch (Belgrade), etc. Il a été l'un des initiateurs du réseau international de festivals ICAS (International Cities of Advanced Sound) ou ECAS (European Cities of Advanced Sound). Le festival a reçu à plusieurs reprises des subventions pour des projets du Hauptstadtkulturfonds ainsi que de la Kulturstiftung des Bundes et d'autres organismes de financement. En 2020, le festival a reçu une subvention du Berliner Kultursenat pour une durée de quatre ans, ouverte à toutes les disciplines pour la première fois. Avec 650 000 euros, le festival a reçu la plus grande part des 26 projets subventionnés^([1]),^([7]). Pour la période de subvention 2024-2027, la subvention a été réduite à 600 000 euros.

### Liens Externes
- Factmag,
- The Quietus,
- The Wire,
- Der TagesSpiegel,
- Pitchfork,
- Berliner Zeitung,
- Die Tageszeitung

1. ↑  (de) Tobi Müller, « CTM-Festival in Berlin: Erst Geräusche, dann ein Gläschen Sekt », Der Spiegel,‎ 30 janvier 2020 (ISSN 2195-1349, lire en ligne, consulté le 11 avril 2025)
2. ↑  « 24eme édition du CTM Festival », sur lepetitjournal.com (consulté le 11 avril 2025)
3. ↑  (de) Patrick Wagner, « CTM-Festival in Berlin: Neues von der Schwelle », Die Tageszeitung: taz,‎ 24 janvier 2020 (ISSN 0931-9085, lire en ligne , consulté le 11 avril 2025)
4. ↑  (de) deutschlandfunk.de, « 15 Jahre CTM-Festival - "Klares Konzept für jedes Festival" », sur Deutschlandfunk, 25 janvier 2014 (consulté le 11 avril 2025)
5. ↑  (de) Senat von Berlin, « Ergebnisse der Spartenoffenen Förderung / Résultats du soutien sectoriel à la culture » , sur berlin.de, 3 avril 2023 (consulté le 11 avril 2025)
6. ↑  (en) CTM, « CTM Website » , sur CTM Festiva (consulté le 11 avril 2025)